# Thierry Henry
Thierry Daniel Henry (født 17. august 1977) er en tidligere fransk fodboldspiller. Henry var berømt for sin hurtighed, sin målscoringsrekord og sin evne til at lægge op til andres mål. Han spillede sidst som angriber i den amerikanske Major League Soccer-klub New York Red Bulls.
Han repræsenterede det franske landshold i 123 kampe og scorede 51 mål.
Henry blev født og opvoksede i det belastede Les Ulis, Essonne – en forstad i Paris – hvor han spillede på lokale hold som ung og viste sig lovende som målscorer. Han blev opdaget af AS Monaco i 1990, som han skrev kontrakt med og fik sin professionelle debut for i 1994. Hans gode spil førte til, at han i 1998 skiftede til Italiens forsvarende mestre Juventus F.C. Han havde her en skuffende sæson, hvor han spillede som wing, og han blev derpå solgt til Arsenal for 10,5 millioner pund i 1999.
Det var hos Arsenal, at Henry fik ry som en fodboldspiller i verdensklasse. Selv om han havde det svært i starten i Premier League blev han Arsenals topscorer i næsten hver sæson, mens han var i klubben. Arsène Wenger var her hans træner og mentor i en lang periode, og han var med til at gøre Henry til en bemærkelsesværdig angriber og Arsenals mest scorende i klubbens historie med 226 mål i alt i alle turneringerne. Franskmanden var med til at vinde to ligatitler og tre FA Cup-titler med the Gunners; han blev to gange nomineret til Årets fodboldspiller i verden, fik sit navn i PFA Player of the Year to gange og vandt Football Writers' Association Footballer of the Year tre gange. Henry var i sine sidste to sæsoner hos Arsenal anfører og anførte holdet til finalen i UEFA Champions League i 2006. I juni 2007, efter 8 år hos Arsenal, blev han solgt til FC Barcelona til en pris af 16,1 millioner pund. I sommeren 2010 blev Henrys kontrakt i Barcelona ophævet. Han skiftede kort efter til den amerikanske Major League Soccer-klub New York Red Bulls på en fri transfer.
Henry har haft succes med det franske landshold og har været med til at vinde VM 1998 og EM 2000. I oktober 2007 passerede han Michel Platini på målscorerlisten og blev Frankrigs mestscorende fodboldspiller nogensinde. Uden for banen er Henry som følge af sine egen erfaringer en aktiv talsmand mod racisme i fodbold. Hans fodboldspil og personlighed har gjort ham til en de mest kommercielt attraktive fodboldspillere i verden; han har medvirket i reklamer for Nike, Reebok, Renault, Pepsi og Gillette.

## Tidlige liv
Henry er af antillisk herkomst: hans far, Antoine, er fra Guadeloupe (øen La Désirade) og hans mor, Maryse, er fra Martinique. Han blev født og opvoksede i det belastede Les Ulis, som trods sin belastede karakter havde gode fodboldfaciliteter. Som 7-årig viste Henry stort potentiale og blev sendt til den lokale klub CO Les Ulis af Claude Chezelle. Hans far pressede meget på for, at han trænede, selvom Thierry ikke var meget for fodbold. Han meldte sig ind i US Palaiseau i 1989, men efter et år blev faren uenig med klubben, og Henry skiftede til Viry-Châtillon, hvor han spillede i to år. US Palaiseaus træner Jean-Marie Panza, Henrys senere mentor, fulgte ham dertil.

## Klubkarriere

### AS Monaco (1992-1999) og Juventus (1999)
I 1990 sendte AS Monaco spejderen Arnold Catalano af sted for at se Henry an i en kamp. Henry scorede alle seks mål, og hans hold vandt 6-0. Catalano tilbød ham at skifte til AS Monaco uden forudgående prøvetræning. Catalano stillede krav om, at Henry skulle gennemføre et kursus på fodboldakademiet Clairefontaine, og selv om inspektøren her var modstander af at optage Henry pga. dårlige skoleresultater, fik han lov til at gennemføre kurset, hvorpå han kom til Arséne Wengers AS Monaco som ungdomsspiller. Senere underskrev Henry en professionel kontrakt med AS Monaco, og han fik sin professionelle debut i 1994. Wenger satte Henry på venstrefløjen, for han mente, at hans hurtighed, naturlige boldkontrol og evner ville bedst komme til sin ret mod backs end mod centerforsvarere. I sin første sæson scorede Henry 3 mål i 18 kampe.
Wenger fortsatte med at lede efter den rigtige plads på banen til Henry og tænkte i stedet på at placere ham som angriber, men han var usikker. Under sin træners formynderskab blev Henry kåret som Årets franske ungdomsspiller i 1996, og i 1996-97-sæsonen var hans solide spil medvirkende til, at klubben kunne vinde Ligue 1-titlen. I 1997-98-sæsonen var han med til at få klubben i semifinalen i Champions League 1997-98 og satte en fransk rekord ved at score syv mål i turneringen. I sin tredje sæson spillede han sin første landskamp på landsholdet og var med til at vinde VM 1998. Han fortsatte med at imponere i sin tid hos Monaco, og i sine fem sæsoner hos den franske klub scorede den unge fløjspiller 20 mål i 105 kampe.
Henry forlod Monaco i januar 1999, et år før hans ven og holdkammerat David Trezeguet, og skiftede til den italienske Serie A-klub Juventus F.C. til en pris af 10,5 millioner pund. Han spillede her på fløjen, men han var ikke så målfarlig mod forsvarene i Serie A, og han spillede en plads, han ikke var så glad for, og scorede kun tre mål i 16 kampe.

### Arsenal (1999-2007)
Henry faldt ikke til i Italien og blev solgt til Arsenal i august 1999 for 10,5 millioner pund. Her blev han genforenet med sin tidligere træner Arsène Wenger. Det var hos Arsenal, at Henry slog sit navn fast som en fodboldspiller i verdensklasse, og selv om købet af ham ikke skete uden modstand, mente Wenger, at Henry var prisen værd. Henry erstattede Nicolas Anelka som frontangriber, og Wenger ændrede hans spillestil til denne position, et skift der kom til at give stort udbytte de følgende år. Der var i starten tvivl om hans evne til at kunne tilpasse sig det hurtige og fysiske engelske spil, da han ikke scorede mål i de første otte kampe. Efter adskillige hårde måneder i England, erkendte Henry selv, at han skulle "lære alt på ny om kunsten at angribe." Denne tvivl var dog fejet væk efter hans første sæson hos Arsenal, hvor han nåede imponerende målscore på 26. Arsenal sluttede på andenpladsen i ligaen efter Manchester United og tabte UEFA Cup-finalen 2000 til det tyrkiske hold Galatasaray.
Efter sejren i EM 2000 med landsholdet var Henry klar til at sætte sit præg på 2000-01-sæsonen. Til trods for færre mål og assists end i sin første sæson blev Henrys anden sæson hos Arsenal hans endelige gennembrud, da han blev klubbens topscorer. Med et af ligaens bedste angreb nærmede Arsenal sig hurtigt de evige rivaler Manchester United i kampen om ligatitlen. Henry var frustereret over, at fortsat ikke havde hjulpet klubben til at vinde titler og udtrykkede hyppigt sit ønske om at etablere Arsenal som et kraftværk.
Dette kom til at ske i den følgende sæson, hvor Henry igen havde succes. Arsenal sluttede som vinder af ligaen syv point foran Liverpool og besejrede Chelsea 2-0 i FA Cup-finalen. Henry blev ligaens topscorer med 32 mål i samtlige turneringer og ledte Arsenal til "the double" og sit første sølvtøj med klubben. Der var efterfølgende store forventninger til, at Henry ville føre sin gode klubform med til Frankrigs kampe i VM 2002, men de forsvarende mestre endte på sidstepladsen i deres pulje efter blandt andet nederlag til Danmark.
2002-03-sæsonen blev endnu en fremragende sæson for Henry, da han scorede 42 mål i turneringerne og bidrog med 23 assists — et usædvanligt stort antal for en frontangriber. Med sin indsats bidrog han stærkt til, at Arsenal vandt endnu en FA Cup-triumf. Igennem hele sæsonen konkurrerede Henry med Manchester Uniteds Ruud van Nistelrooy om ligaens topscorertitel, men van Nistelrooy vandt kapløbet med ét mål. Henry blev dog kåret til PFA Player of the Year og Football Writers' Association Footballer of the Year. Hans stigende status som en af verdens bedste fodboldspillere blev illustreret af, at han kom på andenpladsen i Årets fodboldspiller i verden 2003.
Ved starten af 2003-04-sæsonen var Arsenal fast besluttet på at genvinde ligatitlen. Henry var igen en væsentlig brik i Arsenals forrygende succcesfulde sæson; sammen med Dennis Bergkamp, Patrick Vieira og Robert Pirès sikrede Henry, at the Gunners blev det første hold i mere end et århundrede, som gik ubesejret igennem turneringen og derved vandt mesterskabet. Ud over kåringen som PFA Players' Player of the Year og Football Writers' Association Footballer of the Year for anden gang blev Henry endnu engang nr. 2 i kåringen af årets fodboldspiller i verden 2004. Med 39 mål i turneringerne var franskmanden øverst på målscorerlisten og vandt Guldstøvlen. Imidlertid havde Henry som ved VM i 2002 ikke held til at skaffe landsholdet til succes ved EM 2004.
Arsenals kunne ikke følge op på de gode resultater, og klubben formåede ikke at genvinde mesterskabet, da de ikke kunne matche Chelsea i 2004-05-sæsonen, selv om klubben vandt FA Cup. Henry viste sig igen at være en af Europas mest frygtede angribere, da han sluttede som ligatopscorer og med en samlet score på 31 mål i turneringerne, blev modtager (delt med Diego Forlán) af Guldstøvlen. Han er dermed den eneste spiller til dato, som officielt har vundet prisen to gange i træk (Ally McCoist har også vundet Guldstøvlen to gange i træk, men begge gange var "uofficielle". Vieiras uventede skift midt i 2005 betød, at Henry fik ansvaret som kaptajn, en rolle som mange ikke følte var naturlig for ham; ansvaret som kaptajn gives ofte til forsvars- eller midtbanespillere, som via deres placering på banen bedre kan styre spillet. Som klubbens topscorer var det hans opgave at føre et meget ungt hold til succes.
2005-06-sæsonen skulle blive en af de mest mindeværdige for Henry på det personlige plan. 17. oktober 2005 blev Henry klubbens topscorer til alle tider; to mål mod Sparta Prag i Champions League gjorde, at han overgik Ian Wrights rekord på 185 mål. 1. februar 2006 scorede han et mål mod West Ham og med sit ligamål nr. 151 overgik han Arsenal-legenden Cliff Bastins ligamålrekord. Henry scorede sit ligamål nr. 100 på Arsenal Stadium, et mindeværdigt øjeblik i klubbens historie og i Premier League. Han sluttede sæsonen som ligaens topscorer, og for tredje gang i sin karriere blev han valgt til Football Writers' Association Footballer of the Year.
Det mislykkedes dog for Arsenal endnu engang at vinde mesterskabet, men klubben havde fortsat håbet om et trofæ, da Arsenal nåede til UEFA Champions League-finalen 2006. The Gunners tabte dog 2-1 til FC Barcelona, og den situation, at det to sæsoner i træk ikke var lykkedes for Arsenal at vinde Premier League, kombineret med det unge holds mangel på erfaring skabte en del spekulation om, at Henry ville flytte til en anden klub. Han erklærede dog sin kærlighed til klubben, skrev under på en fireårig kontrakt og sagde, at han ville blive hos Arsenal resten af sit liv. Arsenals viceformand David Dein hævdede senere, at klubben i to tilfælde havde takket nej til bud på Henry på 50 millioner pund fra spanske klubber inden underskriften på den nye kontrakt.Var et sådant salg blevet gennemført, ville det overgå den daværende verdensrekord på 47 millioner pund for Zinedine Zidane.
Henrys 2006-07-sæson var præget af skader. Selv om han scorede 10 mål i 17 hjemmebanekampe for Arsenal, var Henrys sæson overstået i februar. Han gik glip af kampe pga. hase-, fod- og rygproblemer, men man mente, at han var klar til at blive skiftet ind i en kamp mod PSV Eindhoven i Champions League. Imidlertid begyndte han at halte kort efter indskiftningen, og skanninger næste dag viste, at der ville gå mindst tre måneder, før lyske- og maveskaderne var overstået, og dermed gik han glip af resten af 2006-07-sæsonen. Wenger tillagde Henrys skader en afgørende betydning for den sløje 2005-06-sæson og slog fast, at Henry var ivrig efter at blive hos the Gunners for at genbygge holdet til 2007-08-sæsonen.
Imidlertid ændrede situationen sig pludseligt, da Henry 25. juni 2007 blev solgt til FC Barcelona for 24 millioner pund. Han underskrev en fireårig kontrakt for 6,8 millioner euro pr. sæson. Det blev afsløret, at kontrakten havde en frikøbelsesklausul på 84,9 millioner pund. Henry beskrev afgangen af Arsenals viceformand Deins samt usikkerhed om Wengers fremtid i klubben som grunde til at forlade Arsenal og nævnte, at "Jeg har altid sagt, at hvis jeg nogensinde ville forlade Arsenal, var det for at spille hos Barcelona." Til trods for kaptajnens afgang fik Arsenal en imponerende start på 2007-08-sæsonen, og Henry erkendte, at han måske i den sidste tid havde været mere til besvær end til hjælp på holdet. Han sagde: "På grund af min anciennitet, at jeg var anfører, og min vane med at råbe på bolden, så afleverede de nogle gange til mig, selv om jeg ikke var bedst placeret. Så sådan set var det godt for holdet, at jeg skiftede." Henry forlod Arsenal som klubbens mest scorende nogensinde med 174 mål og mest scorende nogensinde i europæiske turneringer med 42 mål.

### Barcelona (2007-2010)
Hos Barcelona fik Henry trøje nummer 14, som han også havde båret hos Arsenal. Han scorede sit første mål for sin nye klub 19. september 2007 i en Champions League-kamp mod Lyon, som Barcelona vandt 3-0; 29. september 2007 i en La Liga-kamp mod Levante scorede han sit første hat-trick for Barcelona. Imidlertid fik Henry mest spilletid på fløjen i løbet af sæsonen, og han kom derfor ikke til at score så meget, som han havde gjort hos Arsenal. Alligevel blev han med sine 19 mål klubbens topscorer, men Barcelona vandt ingen pokaler for andet år i træk, hvilket førte til stor uro om den catalanske klub.
Efter 2007–08 sæsonen blev træner Frank Rijkaard erstattet af klublegenden Josep Guardiola. I sommeren var der stor transferaktivitet i det catalanske og ud røg blandt andet Deco, Zambrotta og Ronaldinho og ind kom i stedet Dani Alves, Seydou Keita, Gerard Piqué og Henry's tidligere holdkammerat i Arsenal, Aliaksandr Hleb. I 2008–09 sæsonen indgik Henry i Barças frygtindgydende fronttrio bestående af Lionel Messi, Samuel Eto'o og Henry. Denne trio scorede tilsammen præcist 100 mål i alle konkurrencer og Barcelona scorede i alt 105 mål (2.76 pr. kamp) i ligaen, kun 2 færre end Real Madrids rekord fra 1990.

### New York Red Bulls (2010- )
I sommeren 2010 blev Henrys kontrakt i Barcelona ophævet. Han skiftede til den amerikanske Major League Soccer-klub New York Red Bulls på fri transfer. Den 16. december 2014 meddelte Henry, at han ikke ville forlænge med MLS-klubben, men ville stoppe sin karriere.

### Arsenal FC (2012)
I januar 2012 blev Henry korttidsudlejet til sin gamle klub Arsenal, mens Major League Soccer holdt vinterpause. Han gjorde comeback for Arsenal mandag 9. januar mod Leeds, hvor han blev skiftet ind og blev matchvinder i 1-0-sejren.

## Landsholdskarriere
Henry har haft en stor karriere med det franske landshold. Landsholdsdebuten kom i juni 1997, da hans gode spil hos Monaco blev belønnet med en indkaldelse til U/21-landsholdet, hvor han spillede i FIFA World Youth Championship 1997 sammen med sine fremtidige holdkammerater William Gallas og David Trezeguet. Blot fire måneder senere indkaldte den franske træner Aimé Jacquet Henry til seniorlandsholdet. Den 20-årige spiller fik sin A-landsholdsdebut 11. oktober 1997 i en 2-1-sejr mod Sydafrika. Jacquet var så imponeret over Henry, at han tog ham med til VM i 1998. Selv om Henry næsten var ukendt i udlandet, sluttede han turneringen som Frankrigs topscorer med tre mål. Det var planen, at han skulle skiftes ind i finalen, hvor Frankrig slog Brasilien mod 3-0, men da Marcel Desailly blev udvist, blev det i stedet til en defensiv indskiftning, så Henry kom ikke på banen i kampen. På Bastilledagen 1998 fik han tildelt Frankrigs højeste orden, Légion d'honneur.
Henry var med på det franske hold til EM i 2000 og scorede igen tre mål i turneringen, inkluderet det udlignende mål mod Portugal i semifinalen, og endte som holdets topscorer. Frankrig vandt senere kampen i ekstra spilletid på et straffespark af Zinedine Zidane. Frankrig besejrede Italien i finalens ekstratid, som gav Henry hans anden nationsmedalje. VM 2002 blev hurtig overstået for Henry og Frankrig, da de forsvarende mestre blev elimineret i den indledende pulje uden at have scoret. Frankrig tabte der første kamp i gruppespillet, og Henry fik rødt kort for en farlig glidende tackling i den næste kamp mod Uruguay. I den kamp blev det uafgjort 0-0, men Henry måtte stå over i den sidste kamp pga. karantænen; her tabte Frankrig 2-0 til Danmark. Henry genfandt det gode spil på landsholdet i FIFA Confederations Cup 2003. Selv uden Zinedine Zidane og Patrick Vieira vandt Frankrig, først og fremmest på grund af Henrys forrygende spil, hvor han blev kåret til man of the match af FIFA i tre af Frankrigs fem kampe. I finalen scorede han golden goal i den ekstra spilletid og sikrede dermed værtslandet titlen efter en 1-0-sejr over Cameroun. Henry blev tildelt adidas' guldbold som turneringens bedste spiller og adidas' guldstøvle som turneringens topscorer med fire mål. Under EM 2004 spillede Henry alle Frankrigs kampe og scorede to mål. Frankrig besejrede England i puljen, men tabte 1-0 til turneringens senere vindere, Grækenland, i kvartfinalen. Under VM 2006 var Henry fast mand i startopstillingen. Han spillede som enlig angriber, men trods en langsom start i turneringen blev han en af turneringens mest markante spillere. Han scorede tre mål, som Frankrigs mål mod de forsvarende mestre og favoritterne Brasilien. Dog tabte Frankrig senere til Italien i straffesparkskonkurrence (5-3) i finalen. Henry skød ikke straffespark, da han blev udskiftet i den ekstra spilletid efter krampe i benene. Henry var en af 10 nominerede til guldbolden for turneringens bedste spiller, en pris, som blev givet hans holdkammerat, Zidane, og blev kåret til en angriber i startopstillingen på FIFPros 2006 World XI-hold.
13. oktober 2007 scorede Henry sit mål nr. 41 mod Færøerne og nåede dermed op på siden af Michel Platini som landsholdets mest scorende spiller nogensinde. Fire dage senere på Stade de la Beaujoire scorede han to mål mod Litauen og satte sig dermed alene på rekorden. 3. juni 2008 spillede han sin landskamp nr. 100 for landsholdet mod Colombia og blev dermed den sjette franske spiller, der nåede denne milepæl. Henry gik glip af Frankrigs åbningskamp i EM 2008, hvor holdet ikke kvalificerede sig videre efter puljespillet mod Italien, Holland, og Rumænien. Han scorede Frankrigs eneste mål i turneringen i et 4-1-nederlag mod Holland.
Han trak sig tilbage fra landsholdet efter Frankrigs exit fra første runde i VM 2010. Han nåede 123 landskampe og scorede 51 mål og er dermed den spiller med næstflest kampe, kun overgået af Lilian Thuram, og er desuden den der har scoret flest mål for Frankrig.

## Spillestil
Selv om Henry spillede som angriber i sin ungdom, var han placeret på fløjen i sin tid hos Monaco og Juventus. Da Henry skiftede til Arsenal i 1999, ændrede Wenger straks dette og placerede ham på hans barndomsposition. Her kom Henry til at spille sammen med hollandske Dennis Bergkamp. I løbet af 2005-06-sæsonen ændrede Wenger Arsenals opstilling til 4-5-1. Denne ændring tvang Henry til endnu engang at tilpasse sig holdet, og han spillede mange kampe som eneangriber. Henry var konstant Arsenals vigtigste offensive trussel og scorede mange spektakulære mål. Wenger sagde engang om sin landsmand: "Thierry Henry kunne tage bolden med fra banens midte og score et mål, som ingen anden kunne score".
En af grundene til Henrys imponerende spil i frontangrebet er hans evne til at kunne score mand-mod-mand. Dette, kombineret med hans usædvanlige fart betyder, at han ofte kan komme bag forsvarsspillerne og få plads til at score. Oppe foran plejer Henry at søge ud mod venstre, noget, som det gør muligt for at ham at kunne bidrage meget til andres scoringer; mellem 2002-03 og 2004-05 var Henry oplægger til ikke mindre end 50 mål, og dette er karakteristisk for hans uselviske spil og kreativitet. Hans alsidighed, der giver ham evnen til at spille som fløj og angriber, gør ikke Henry til en typisk angriber, men han har i en lang periode fastholdt sin position som en af Europas mest effektive angribere. Ved dødbolde var Henry førstevalg som straffesparks- og frisparksskytte for Arsenal, og han scorede ofte i disse situationer.

## Priser
Henry har modtaget megen hæder og mange priser i sin fodboldkarriere. Han kom på andenpladsen ved kåringen af Årets fodboldspiller i verden 2003 og 2004; i disse to sæsoner blev han også som PFA Player of the Year. Henry er endvidere den eneste spiller, der har vundet Football Writers' Association Footballer of the Year tre gange (2003, 2004 og 2006), og Årets Franske Spiller fire gange. Henry blev valgt til Premier League Overseas Team of the Decade i en afstemning i 2003, og i 2004 blev han kåret af fodboldlegenden Pelé som en af de 125 største nulevende fodboldspillere.
For sine mange mål blev Henry belønnet med Guldstøvlen i 2004 og 2005 (han delte den med Villarreals Diego Forlán i 2005) og er den første spiller, som nogensinde har vundet prisen 2 gange. Henry har også været topscorer i Premier League i fire sæsoner (2002, 2004, 2005 og 2006). I 2006 blev han den første, der scorede mere end 20 mål i ligaen pr. sæson i fem sæsoner i træk(2002 til 2006). Henry er i øjeblikket nr. 3 på listen over Premierships mest scorende spillere efter Alan Shearer og Andy Cole. Hans bedrifter og titlen som Frankrigs mest scorende spiller gør, at han betragtes af mange trænere, fodboldspillere og eksperter som en af verdens bedste fodboldspillere. I november 2007 blev han rangeret som nr. 33 på Association of Football Statisticians for "Verdens største fodboldspillere".

## Uden for fodbold

### Personlige liv og familieliv
Henry giftede sig med den engelske model Nicole Merry 5. juni 2003. Ceremonien blev afholdt på Highclere Castle, og 27. maj 2005 fik parret det første barn, Téa. Henry tilegnede sit første mål til Téa ved at holde sine fingre sammen som et "T" og kyssede dem efter at have scoret i en kamp mod Newcastle United. Da Henry spillede for Arsenal, købte han også et hus i Hampstead i Nordlondon. Imidlertid kom det kort efter hans skift til Barcelona frem, at Henry og hans kone skulle skilles, hvilket skete i september 2007.
Henry er en fan af NBA og ses tit med sin ven Tony Parker til kampe, når han ikke spiller fodbold. Henry sagde i et interview, at han beundrer basketball, da det ligner fodbold i både fart og spænding. Efter mange rejser til NBA-finalerne tidligere tog Henry til NBA-finalerne 2007 for at se Parker og San Antonio Spurs; og i 2001-finalerne, tog han til Philadelphia for at hjælpe med den franske tv-dækning i finalerne for at se Allen Iverson, som han betragter som en af sine yndlingsspillere.

### Socialt engagement
Henry er sammen med andre professionelle fodboldspillere en UNICEF-FIFA’s frontfigurer, der dukkede op i en serie tv-spots over hele verden i forbindelse med VM i 2002 og 2006. I disse spots gør spillerne reklame for fodbold som et spil, der skal spilles på børnenes præmisser.
Henry har tidligere været genstand for racisme og er i dag aktiv talsmand mod racisme i fodbold. Det mest markante tilfælde af racisme mod Henry forekom under det spanske landsholds træningslejr i 2004, da et spansk tv-hold tog træner Luis Aragonés i at kalde Henry for "sort lort". Dette tilfælde skabte stor tumult i britiske medier, og man forlangte at få Aragonés fyret. Henry og Nike startede kampagnen Stand Up Speak Up mod racisme i fodbold, med Henrys tilfælde som årsag. Senere, i 2007, satte Time ham på "Heroes & Pioneers" på "The Time 100"-listen.

### Kommerciel værdi
I 2006 blev Henry anset for at være den niendemest kommercielt betydningsfulde fodboldspiller i verden, og den ottenderigeste Premiership-spiller med en formue på 21 millioner pund. Henry har været med i reklamer for Renault Clio, hvor han gjorde udtrykket va-va-voom populært, som betyder "liv" eller "lidenskab". Ordet blev senere optaget i Concise Oxford English Dictionary. I forbindelse med VM 2006 var Henry også en del af Nikes "Joga Bonito"-kampagne (portugisisk for "spil smukt"). Hans aftale med Nike sluttede efter VM 2006, da han underskrev en aftale med Reebok for at medvirke i deres "I Am What I Am"-kampagne. I februar 2007 blev Henry valgt som en af de tre "ambassadører" i Gillettes "Champions program". Kampagnen indeholdt tre af de "bedst kendte, mest respekterede og succesfulde sportsfolk, der konkurrerer i dag" og havde også havde Roger Federer og Tiger Woods med. Som en del af Reebok Entertainments "Framed"-serie var Henry stjernen i en halvtimesepisode, som viste skabelsen af en reklame om Henry, instrueret af den spanske skuespiller Paz Vega. Hans andre tidligere reklamer omfatter Pepsis "Dare For More"-kampagne i 2005, hvor blandt andet også David Beckham og Ronaldinho medvirkede.

## Karrierestatistikker

### Klub
(Tal fra 26. oktober 2011)
| Klub         | Sæson        | Liga  | Liga | Liga   | Cup   | Cup | Cup    | Europa | Europa | Europa | Total | Total | Total  |
| Klub         | Sæson        | Kampe | Mål  | Assist | Kampe | Mål | Assist | Kampe  | Mål    | Assist | Kampe | Mål   | Assist |
| ------------ | ------------ | ----- | ---- | ------ | ----- | --- | ------ | ------ | ------ | ------ | ----- | ----- | ------ |
| Monaco       | 1994–95      | 8     | 3    | 1      | 0     | 0   | 0      | 0      | 0      | 0      | 8     | 3     | 1      |
| Monaco       | 1995–96      | 18    | 3    | 5      | 3     | 0   | 1      | 1      | 0      | 0      | 22    | 3     | 6      |
| Monaco       | 1996–97      | 36    | 9    | 8      | 3     | 0   | 1      | 9      | 1      | 4      | 48    | 10    | 13     |
| Monaco       | 1997–98      | 30    | 4    | 9      | 5     | 0   | 2      | 9      | 7      | 1      | 44    | 11    | 12     |
| Monaco       | 1998–99      | 13    | 1    | 3      | 1     | 0   | 0      | 5      | 0      | 2      | 19    | 1     | 5      |
| Monaco       | Total        | 105   | 20   | 26     | 12    | 0   | 4      | 24     | 8      | 7      | 141   | 28    | 37     |
| Juventus     | 1998–99      | 18    | 3    | 2      | 1     | 0   | 0      | 1      | 0      | 0      | 20    | 3     | 2      |
| Juventus     | Total        | 18    | 3    | 2      | 1     | 0   | 0      | 1      | 0      | 0      | 20    | 3     | 2      |
| Arsenal      | 1999–00      | 31    | 17   | 9      | 5     | 1   | 0      | 11     | 8      | 2      | 47    | 26    | 11     |
| Arsenal      | 2000–01      | 35    | 17   | 3      | 4     | 1   | 0      | 14     | 4      | 0      | 53    | 22    | 3      |
| Arsenal      | 2001–02      | 33    | 24   | 5      | 5     | 1   | 2      | 11     | 7      | 0      | 49    | 32    | 7      |
| Arsenal      | 2002–03      | 37    | 24   | 23     | 6     | 1   | 0      | 12     | 7      | 1      | 55    | 32    | 24     |
| Arsenal      | 2003–04      | 37    | 30   | 9      | 4     | 4   | 2      | 10     | 5      | 3      | 51    | 39    | 14     |
| Arsenal      | 2004–05      | 32    | 25   | 15     | 2     | 0   | 1      | 8      | 5      | 1      | 42    | 30    | 17     |
| Arsenal      | 2005–06      | 32    | 27   | 7      | 2     | 1   | 0      | 11     | 5      | 2      | 45    | 33    | 9      |
| Arsenal      | 2006–07      | 17    | 10   | 6      | 3     | 1   | 1      | 7      | 1      | 0      | 27    | 12    | 7      |
| Arsenal      | Total        | 254   | 174  | 77     | 31    | 10  | 6      | 84     | 42     | 9      | 369   | 226   | 92     |
| Barcelona    | 2007–08      | 30    | 12   | 9      | 7     | 4   | 0      | 10     | 3      | 2      | 47    | 19    | 11     |
| Barcelona    | 2008–09      | 29    | 19   | 8      | 1     | 1   | 0      | 12     | 6      | 4      | 42    | 26    | 12     |
| Barcelona    | 2009–10      | 21    | 4    | 2      | 3     | 0   | 0      | 8      | 0      | 1      | 32    | 4     | 3      |
| Barcelona    | Total        | 80    | 35   | 19     | 11    | 5   | 0      | 30     | 9      | 7      | 121   | 49    | 26     |
| New York     | 2010         | 11    | 2    | 3      | 1     | 0   | 0      | 0      | 0      | 0      | 12    | 2     | 3      |
| New York     | 2011         | 26    | 14   | 4      | 3     | 1   | 1      | 0      | 0      | 0      | 29    | 15    | 5      |
| New York     | Total        | 37    | 16   | 7      | 4     | 1   | 1      | 0      | 0      | 0      | 41    | 17    | 8      |
| Career total | Career total | 493   | 246  | 130    | 59    | 16  | 11     | 139    | 59     | 23     | 691   | 321   | 166    |

### International
| Landshold | Sæson   | Kampe | Mål |
| --------- | ------- | ----- | --- |
| Frankrig  | 1997–98 | 10    | 3   |
| Frankrig  | 1998–99 | 1     | 0   |
| Frankrig  | 1999–00 | 11    | 5   |
| Frankrig  | 2000–01 | 8     | 2   |
| Frankrig  | 2001–02 | 9     | 2   |
| Frankrig  | 2002–03 | 13    | 10  |
| Frankrig  | 2003–04 | 12    | 5   |
| Frankrig  | 2004–05 | 7     | 2   |
| Frankrig  | 2005–06 | 15    | 7   |
| Frankrig  | 2006–07 | 6     | 3   |
| Frankrig  | 2007–08 | 10    | 6   |
| Frankrig  | 2008-09 | 20    | 11  |
| Frankrig  | 2009-10 | 7     | 3   |
| Frankrig  | 2010-11 | 6     | 0   |
| Frankrig  | Total   | 135   | 59  |

### Hæder
AS Monaco F.C.
- Ligue 1: 1996–97
- Trophée des champions: 1997

Arsenal F.C.
- FA Premier League: 2001–02 og 2003–04
- FA Cup: 2002, 2003, 2005
- FA Community Shield: 2002 og 2004
- UEFA Champions League Andenplads: 2006
- UEFA Cup Andenplads : 2000

Frankrigs landshold
- FIFA’s Verdensmesterskab
  - Kampe: 1998, 2002 og 2006
  - Vinder: 1998
  - Andenplads: 2006
- Europamesterskab
  - Vinder: 2000
  - Kampe: 2000, 2004 og 2008
- Confederations Cup: 2003

Personlig hæder
- Guldstøvlen: 2004 og 2005
- Topscorer i Premier League: 2001–02, 2003–04, 2004–05 og 2005–06. Henry var også topscorer i alle fire ligadivisioner i 2004 og 2006.
- FIFA Confederations Cups topscorer: 2003
- Confederations Cups guldbold: 2003
- Onze d'Or: 2003 og 2006
- PFA Players' Player of the Year: 2002–03 og 2003–04
- PFA Team of the Year: 2001, 2002, 2003, 2004, 2005 og 2006
- FWA Footballer Of The Year: 2002–03, 2003–04 og 2005–06
- Årets fodboldspiller i verden
  - Andenplads: 2003 og 2004
- World XI-angriber: 2006
- UEFA Team of the Year: 2001, 2002, 2003, 2004 og 2006
- Årets Fodboldspiller i Europa
  - Andenplads: 2003
  - Tredjeplads: 2006
- Årets franske spiller: 2000, 2003, 2004, 2005 og 2006
- Kåret af Pelé som en af de 125 største fodboldspillere i marts 2004